# Riley Thomas Stewart
Riley Thomas Stewart (* September 2002) ist ein US-amerikanischer Schauspieler. Seine fünf Jahre ältere Schwester Kaylin ist ebenfalls als Schauspielerin tätig; die Ururgroßmutter der beiden ist Adela Rogers St. Johns eine Journalistin, Schriftstellerin und oscarnominierte Drehbuchautorin.

## Leben
Der im September 2002 geborene Riley Thomas Stewart hatte seine ersten nennenswerten in Film- und Fernsehen im 2008 veröffentlichten Kinofilm Leg dich nicht mit Zohan an, wo er allerdings nur einen sehr kleinen Kurzauftritt hatte. Noch im gleichen Jahr kam er in den Cast von 90210, wo er bis 2009 in insgesamt sechs Episoden den Charakter Sammy McKay darstellte, in den ersten drei Episoden allerdings fälschlicherweise als Riley Thomas Stuart im Abspann erschien. Für diese Rolle wurde er im Jahre 2010 für einen Young Artist Award in der Kategorie „Bester wiederkehrende Schauspieler in einer Fernsehserie – 13 Jahre oder jünger“ nominiert, konnte sich in dieser Kategorie allerdings nicht gegen Colin Ford durchsetzen, der den Preis für seine Auftritte in Supernatural erhielt. Nach weiteren Engagements in jeweils einer Folge von Criminal Minds (2009) und Dr. House (2010) übernahm er ab 2010 in drei Episoden die Rolle des jungen Barney Stinson in How I Met Your Mother. Für diese Rolle wurde er bei der Verleihung der Young Artist Awards 2011 erneut nominiert; diesmal in der Kategorie „Bester Gastdarsteller in einer Fernsehserie – zehn Jahre oder jünger“, wo er allerdings wieder nicht als Preisträger hervorging.
In Der Biber hatte Stewart 2011 schließlich seine erste größere Rolle, als er den jüngsten Sohn von Walter und Meredith Black (gespielt von Mel Gibson und Jodie Foster) mimte. Für diese Rolle wurde er im Jahr 2012 für einen Young Artist Award nominiert. In der Kategorie „Bester Schauspieler in einem Spielfilm – zehn Jahre oder jünger“ konnte er sich diesmal durchsetzen und den Preis gewinnen. Des Weiteren hatte er 2011 eine größere Rolle in der Komödie A Christmas Wedding Tail; für dieses Engagement wurde er ebenfalls für einen YAA, hier in der Kategorie „Bester Nebendarsteller in einem Fernsehfilm, Miniserie oder Special“, nominiert. Weiters war er 2011 in einer Episode der zwölften Staffel von CSI: Vegas zu sehen. Neben einem Auftritt in Navy CIS hatte Stewart 2012 auch eine weitere große Nebenrolle in einem Kinofilm. In The Lucky One – Für immer der Deine ist er neben Zac Efron, Taylor Schilling, Blythe Danner und Jay R. Ferguson in der Rolle des Ben zu sehen. Für ebendiese Rolle wurde er im Jahre 2013 erneut für einen YAA nominiert. In der Kategorie „Bester Schauspieler in einem Spielfilm – zehn Jahre oder jünger“ konnte er sich erneut nicht gegen die Konkurrenz durchsetzen, obwohl in der Kategorie mit ihm nur zwei weitere Jungdarsteller vertreten waren. Den Preis gewann CJ Adams für seine Arbeit an Das wundersame Leben von Timothy Green. 2013 folgte für den Kinderdarsteller neben Ryan Phillippe, Anna Paquin und Luke Wilson eine Nebenrolle in der romantischen Komödie Straight A’s, sowie seine erste Synchronrolle in einer Folge von American Dad, wo er einem Jungen in der 19. Episode der achten Staffel die Stimme lieh.
Neben seinen Auftritten in Film- und Fernsehbereich ist Riley Thomas Stewart seit seiner frühen Kindheit auch als Model im Werbebereich tätig, dabei vor allem als Darsteller in Werbespots. So spielte er 2010 in verschiedenen Werbespots für den Toyota Highlander mit oder war als Darsteller in Werbefilmen von Campbell’s Chicken Noodle Soup, The Home Depot, Leapfrog Clickstart oder Walmart zu sehen.

## Filmografie
Filmauftritte (auch Kurzauftritte)
- 2008: Leg dich nicht mit Zohan an (You Don't Mess with the Zohan)
- 2011: Der Biber (The Beaver)
- 2011: A Christmas Wedding Tail
- 2012: The Lucky One – Für immer der Deine (The Lucky One)
- 2013: Straight A’s

Serienauftritte (auch Gast- und Kurzauftritte)
- 2008–2009: 90210 (6 Episoden)
- 2009: Criminal Minds (1 Episode)
- 2010: Dr. House (House) (1 Episode)
- 2010–2011: How I Met Your Mother (3 Episoden)
- 2011: CSI: Vegas (CSI: Crime Scene Investigation) (1 Episode)
- 2012: Navy CIS (NCIS) (1 Episode)
- 2013: American Dad (Synchronrolle; 1 Episode)

## Werbeauftritte
- 2010: verschiedene Werbespots für den Toyota Highlander
- Campbell’s Chicken Noodle Soup
- The Home Depot
- Leapfrog Clickstart
- Walmart

## Auszeichnungen und Nominierungen
Auszeichnungen
- 2012: Young Artist Award in der Kategorie „Bester Schauspieler in einem Spielfilm – zehn Jahre oder jünger“ für sein Engagement in Der Biber[3]

Nominierungen
- 2010: Young Artist Award in der Kategorie „Bester wiederkehrende Schauspieler in einer Fernsehserie – 13 Jahre oder jünger“ für sein Engagement in 90210[1]
- 2011: Young Artist Award in der Kategorie „Bester Gastdarsteller in einer Fernsehserie – zehn Jahre oder jünger“ für sein Engagement in How I Met Your Mother[2]
- 2012: Young Artist Award in der Kategorie „Bester Nebendarsteller in einem Fernsehfilm, Miniserie oder Special“ für sein Engagement in A Christmas Wedding Tail[3]
- 2013: Young Artist Award in der Kategorie „Bester Schauspieler in einem Spielfilm – zehn Jahre oder jünger“ für sein Engagement in The Lucky One – Für immer der Deine[4]